# Andrew Harris
Andrew Harris (Sídney, Australia, 7 de marzo de 1994) es un tenista profesional australiano.

## Títulos ATP (0; 0+0)

### Dobles (0)
| Leyenda              |
| Grand Slam (0)       |
| ATP Finals (0)       |
| ATP Masters 1000 (0) |
| ATP 500 (0)          |
| ATP 250 (0)          |

#### Finalista (1)
| N.º | Fecha               | Torneo    | Superficie | Pareja          | Oponente en la final                     | Resultado |
| --- | ------------------- | --------- | ---------- | --------------- | ---------------------------------------- | --------- |
| 1.  | 5 de agosto de 2023 | Los Cabos | Dura       | Dominik Koepfer | Santiago González Édouard Roger-Vasselin | 4-6, 5-7  |

## Títulos ATP Challenger (6; 0+6)

### Dobles (6)
| N.º | Fecha                   | Torneos                    | Superficie | Pareja             | Oponentes                     | Resultado              |
| --- | ----------------------- | -------------------------- | ---------- | ------------------ | ----------------------------- | ---------------------- |
| 1.  | 20 de octubre de 2019   | Challenger de Ningbo       | Dura       | Marc Polmans       | Alex Bolt Matt Reid           | 6-0, 6-1               |
| 2.  | 5 de junio de 2022      | Challenger de Little Rock  | Dura (i)   | Christian Harrison | Robert Galloway Max Schnur    | 6-3, 6-4               |
| 3.  | 17 de julio de 2022     | Challenger de Rome         | Dura (i)   | Enzo Couacaud      | Ruben Gonzales Reese Stalder  | 6-4, 6-2               |
| 4.  | 13 de noviembre de 2022 | Challenger de Matsuyama    | Dura       | John-Patrick Smith | Toshihide Matsui Kaito Uesugi | 6-3, 4-6, [10-8]       |
| 5.  | 12 de febrero de 2023   | Challenger de Tenerife III | Dura       | Christian Harrison | Luke Johnson Sem Verbeek      | 7-6(6), 6-7(4), [10-8] |
| 6.  | 11 de junio de 2023     | Challenger de Tyler        | Dura       | Alex Bolt          | Evan King Reese Stalder       | 6-1, 6-4               |